# Moduł wolny generowany przez zbiór
R-moduł wolny generowany przez zbiór {\displaystyle X} albo suma prosta R nad X – zbiór funkcji {\displaystyle f\colon X\to R} w pierścień {\displaystyle R,} które przyjmują niezerową wartość tylko dla skończonej liczby swoich argumentów. Oznacza się go zwykle {\displaystyle \bigoplus _{X}R,} {\displaystyle \bigsqcup _{X}R} lub {\displaystyle F(X).} Wraz z działaniami zdefiniowanymi punktowo tworzy moduł nad {\displaystyle R.}

## Definicja
Niech {\displaystyle R} będzie pierścieniem, a {\displaystyle X} – dowolnym zbiorem. Rozpatrzmy funkcje postaci {\displaystyle f\colon X\to R.} Nośnikiem {\displaystyle f} nazwiemy zbiór
{\displaystyle \mathrm {supp} f:=\{x\in X;\ f(x)\neq 0\}.}
Zbiór funkcji {\displaystyle f\colon X\to R} o skończonym nośniku nazywamy {\displaystyle R}-modułem wolnym generowanym przez {\displaystyle X} albo sumą prostą {\displaystyle R} nad {\displaystyle X} i oznaczamy {\displaystyle \bigoplus _{X}R,} {\displaystyle \bigsqcup _{X}R} lub {\displaystyle F(X).} Zbiór {\displaystyle \bigoplus _{X}R} tworzy moduł nad {\displaystyle R} z działaniami zdefiniowanymi punktowo.

## Baza i przedstawienie
Dowolną funkcję {\displaystyle f\in \bigoplus _{X}R} możemy jednoznacznie przedstawić w postaci
{\displaystyle f(y)=\sum _{x\in X}f(x)\delta _{x}(y)}
dla każdego {\displaystyle y\in X,} gdzie {\displaystyle \delta _{x}\colon X\to R} jest zdefiniowane wzorem
{\displaystyle \delta _{x}(y):={\begin{cases}1&\mathrm {gdy} \ y=x\\0&\mathrm {gdy} \ y\neq x.\end{cases}}}
Wynika z tego, że funkcje {\displaystyle \delta _{x}} rozpinają moduł {\displaystyle \bigoplus _{X}R.} Funkcje {\displaystyle \delta _{x}} bardzo często utożsamia się z {\displaystyle x} i zapisuje po prostu jako {\displaystyle x.} Wówczas funkcję {\displaystyle f} można zapisać jako
{\displaystyle f=\sum _{x\in X}f(x)x\quad \mathrm {lub} \quad f=\sum _{x\in X}f_{x}x.}